# Karl August Morisse
Karl August Morisse (* 14. März 1942 in Köln; † 29. August 2024) war ein deutscher Politiker (FDP). Er war 34 Jahre für die Stadt Pulheim in Nordrhein-Westfalen tätig, zuletzt von 1999 bis 2009 als Bürgermeister.

## Leben
Karl August Morisse war der Sohn eines Steuerberaters und einer Buchhalterin. Er wurde in Köln geboren und wuchs in Wesseling auf. An der Universität zu Köln studierte er Rechtswissenschaften und wurde 1969 mit der Dissertation Der Rechtsgrund für die Haftung des Erwerbers bei der Übernahme eines Handelsgeschäfts unter Lebenden promoviert. Anschließend arbeitete er als Rechtsanwalt sowie für das Bundesministerium für Ernährung, Landwirtschaft und Forsten in Bonn. Ab 1975 war er in Pulheim Gemeinde- und nach der Erhebung der Kommune zu einer Stadt 1981 bis 1999 Stadtdirektor. In der Funktion war er über Jahre der Vorgesetzte des späteren Bundesbildungsministers und NRW-Ministerpräsidenten Jürgen Rüttgers. Obwohl er FDP-Mitglied war, entschied sich Morisse bei den Kommunalwahlen 1999 für eine Kandidatur für das Pulheimer Bürgermeisteramt als Unabhängiger. In einer Stichwahl am 26. September setzte er sich mit rund 59 % der abgegebenen Stimmen durch. Bei seiner erneuten Kandidatur 2004 erhielt er bereits im ersten Wahlgang rund 66 % der Stimmen. Auf eine dritte Kandidatur verzichtete Morisse und schied im Oktober 2009 aus dem Amt. Sein Nachfolger wurde Frank Keppeler von der CDU.
Kurz vor dem Ende seiner Amtszeit als Bürgermeister ernannte die Stadt Pulheim Morisse zu ihrem vierten Ehrenbürger. Er war von Dezember 1972 bis zu seinem Tod mit einer aus Hamburg stammenden Juristin verheiratet und hatte mit ihr zwei Töchter. Beide zogen nach der Hochzeit von Hamburg nach Wesseling. Morisse war überdies unter anderem Mitglied in der Vereinigung liberaler Kommunalpolitiker.
Morisse starb im August 2024 im Alter von 82 Jahren. Er wurde auf dem Parkfriedhof in Pulheim beigesetzt.